# Father of the Pride
Father of the Pride (ou Rei da Selva como é conhecido no Brasil) é um seriado animado, exibido nos Estados Unidos originalmente pelo canal NBC e no Brasil pela Rede Globo e pelo canal pago FOX.
A série é dos mesmos produtores de Shrek e também é uma animação computadorizada. A série é um sitcom protagonizado por animais, o personagem principal Larry é um leão branco pai de uma família em meio a uma selva que trabalha em shows em Las Vegas. Foi cancelada após apenas 15 episódios por a produção ser muito cara.

## Recepção
O agregador de resenhas Rotten Tomatoes reporta que 30% dos analistas avaliaram-no negativamente. Tal dado foi obtido com base em 20 críticas, culminando em uma média de 6.8/10.